# Tsukamurella sputi
Tsukamurella sputi es una bacteria grampositiva del género Tsukamurella. Fue descrita en el año 2020. Su etimología se refiere a esputo. Es aerobia, inmóvil, catalasa positiva y oxidasa negativa. Crece en agar sangre con coloración naranja, con colonias secas y rugosas. También muestra crecimiento en agar infusión cerebro corazón, TSA, agar chocolate y MacConkey. Temperatura de crecimiento óptima a 37 °C, pero no crece a 10 °C ni a 42 °C. Se aisló a partir de un esputo humano de un paciente con infección respiratoria en Hong Kong, aunque su implicación clínica no está clara. 